# Tanya Sloan
Tanya Sloan is een personage uit de televisieserie Power Rangers. Ze werd geïntroduceerd tegen het einde van Mighty Morphin Alien Rangers, en speelde daarna mee in de gehele serie Power Rangers: Zeo en de eerste 18 afleveringen van Power Rangers: Turbo, met een totaal van 70 afleveringen. Ze werd gespeeld door Nakia Burrise.

## Biografie

### InMighty Morphin Alien Rangers
Toen de kwaadaardige Master Vile de tijd op Aarde terugdraaide veranderden de zes Power Rangers in kinderen. Terwijl de Aquitian Rangers de Aarde verdedigden moesten de Rangers de stukken van het legendarische Zeo Kristal zien te vinden aangezien alleen dit de tijd kon herstellen.
De Gele Ranger, Aisha Campbell, reisde af naar Afrika waar een van de stukken lag. Ze ontmoette hier de jonge Tanya Sloan (die op dat moment ook een kind was). Aisha besloot echter op het laatste moment in Afrika te blijven om met haar kennis over dieren het lokale dorp en de dieren te helpen. In haar plaats reisde Tanya terug naar Angel Grove met het stuk Zeo Kristal.

### InPower Rangers: Zeo
Toen de vijf stukken Zeokristal werden verenigd werd de tijd hersteld en veranderden de Rangers weer in volwassenen. Tanya eveneens.
Kort hierna begon het Machine Keizerrijk aan zijn invasie. Met de stukken Zeo Kristal konden de voormalige Mighty Morphin Rangers veranderen in de sterkere Zeo Rangers. Omdat er maar vijf stukken kristal waren wilde Tanya haar stuk afstaan aan Billy Cranston, die reeds een ervaren Ranger was. Hij liet haar het stuk echter houden en Tanya werd in zijn plaats de Gele Zeo Ranger.
Tanya moest in het begin sterk wennen aan haar leven als Ranger. Niet alleen moest ze helpen in het gevecht met het machine keizerrijk, ze moest ook wennen aan haar nieuwe leefomgeving in het Angel Grove van de jaren 90. Om haar te helpen overtuigde Katherine Hillard haar ouders Tanya (die een wees was) te adopteren.
Tanya paste zich snel aan en leerde vechtsporten van Tommy Oliver en Adam Park. Ze ging bij het Angel Grove High basebalteam als pitcher. Ze bleek ook talent te hebben voor zingen en haar zomerbaantje als DJ trok de aandacht van een opnamestudio. Aangenomen wordt dat ze een contract bij deze studio accepteerde nadat haar dagen als Ranger voorbij waren.
Later in de serie werd onthuld dat Tanya’s ouders nog leefden. Ze waren onderzoekers die haar in Afrika hadden gelaten terwijl ze op zoek gingen naar de legendarische "Lost Tiki of Auric" op het Mysterio eiland. Toen Tanya een brief kreeg van haar oude stam en Aisha wist ze haar ouders op te sporen en te redden. Ze hadden de verloren Tiki inmiddels gevonden, die bij nader onderzoek de held Auric the Conqueror bleek te zijn. Tanya nam Auric mee naar Angel Grove waar hij de Rangers een tijdje hielp in hun strijd.

### InPower Rangers: Turbo
Nadat het Machine Keizerrijk was verslagen werden Tanya’s krachten vergroot tot die van de Gele Turbo Ranger om te vechten tegen een nieuw kwaad: Divatox.
Tanya’s tijd bij het Turbo Rangerteam was maar kort. Dimitria besloot dat zij en de andere oudere Rangers hun taak hadden volbracht en vervangers moesten zoeken. Tanya koos Ashley Hammond uit als haar opvolger.